# Batalla de Legnano
La batalla de Legnano va tenir lloc el 29 de maig de 1176 i va enfrontar les tropes del Sacre Imperi Romanogermànic, dirigides per l'emperador Frederic I i la Lliga Llombarda, que va obtenir una victòria decisiva que va aconseguir forçar la Treva de Venècia i la posterior Pau de Constança.
Les ciutats del nord de la península itàlica, fartes de patir les conseqüències de pertànyer al bàndol eclesiàstic o al bàndol imperial, van decidir autogovernar-se, fet que va desencadenar la batalla de Legnano, dins la cinquena campanya de Frederic I per subjugar aquestes ciutats. La batalla es va guanyar gràcies a la posició estratègica de la infanteria, que tenia a l'esquena el carro amb les insígnies, més l'arribada de la cavalleria quan les forces imperials estaven esgotades per hores de lluita.

## Context històric i polític
L'origen del conflicte està en l'anomenada lluita de les Investidures: tant el papa com els membres de les monarquies europees creien tenir dret exclusiu a nomenar (investir) els càrrecs eclesiàstics; una disputa sorgida al segle xi que, en el cas d'Itàlia va fer sorgir dues faccions, els güelfs (partit eclesial) i els gibel·lins (partit imperial).

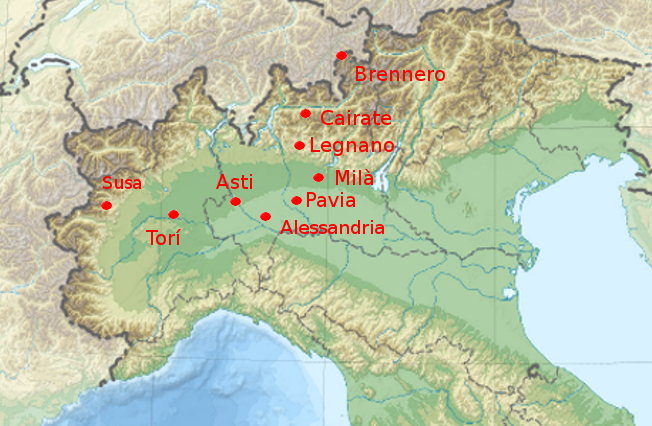
Ciutats relacionades amb els fets de la batalla de Legnano.

Una segona causa va ser la crisi feudal que es va ocasionar, entre altres coses, pel creixement econòmic de les ciutats del nord d'Itàlia i pel consegüent desig d'aquestes ciutats d'alliberar-se'n del domini imperial. Per altra banda, l'emperador era d'estirp germànica i les diferències d'idioma i culturals amb els altres territoris imperials causaven rebuig en els italians. L'emperador generalment tendia a nomenar alemanys per a cobrir els càrrecs administratius que el representessin. Els ciutadans italians, malfiant dels funcionaris alemanys perquè eren considerats estrangers, i dels bisbes, perquè no tenien prou autoritat, van buscar una nova manera de govern-se: un òrgan col·legiat electiu amb competències administratives, judicials i de seguretat, el qual nomenava uns cònsols com a màxims representants. Aquesta mena d'autogovern local que implicava la participació de tots els ciutadans els va fer més forts per poder-se enfrontar a l'emperador. Per la seva part, els predecessors de frederic Barba-roja, van reaccionar amb indiferència davant els canvis que estaven passant al nord d'Itàlia i es van limitar a supervisar el govern més que a exercir-lo. L'emperador només va començar a preocupar-se quan va veure que Milà anava adquirint hegemonia sobre les altres ciutats i per tal d'aturar la creixença de la ciutat,l'any 1160 va atacar la seva economia destruint els conreus. Però la gota que va omplir la pica de la paciència va ser quan dos anys després, el representant imperial va arribar amb la notícia que haurien de pagar anualment un tribut en relació als aliments produïts.

### La Lliga Llombarda
La Lliga Llombarda es va crear el 1167 com a successora de la Lliga Veronesa. Va ser la unió de les ciutats del nord d'Itàlia per contrarestar les intencions de control sobre el territori que l'emperador Frederic I tenia. Els dirigents d'aquestes ciutats van fer un jurament de protecció mútua a Pontida.
Després de la desastrosa derrota del papa Alexandre III en la batalla de Monte Porzio el maig del 1167 per les forces imperials, la Lliga Llombarda va quedar com a l'última esperança amb capacitat per redreçar els fets.

### La cinquena campanya de Frederic a Itàlia

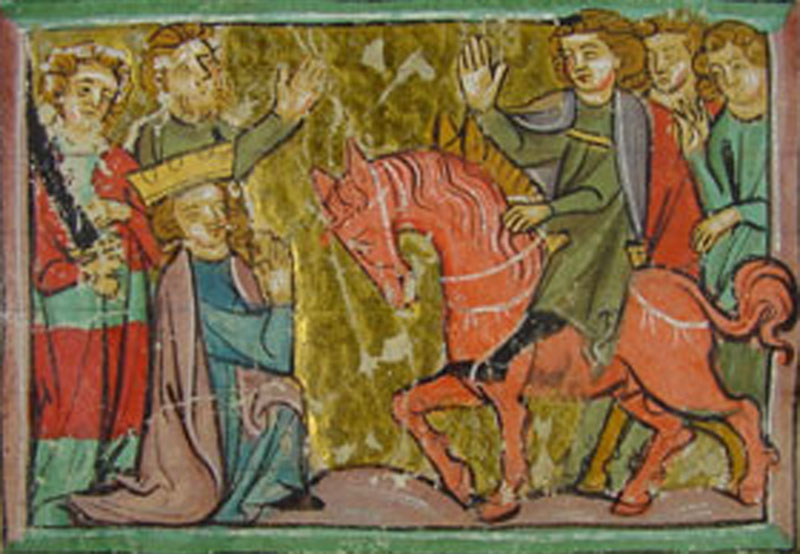
Frederic Barba-roja i Enric el Lleó.

El setembre del 1174, Frederic va engegar la cinquena campanya pel domini de la península italiana, amb ella esperava acabar amb les constants revoltes a la Llombardia i arreglar les seves disputes amb el papa Alexandre III. Frederic va menar una força de 10.000 soldats pels Alps i va arribar al Piemont a finals de setembre. El seu cosí Enric el Lleó també va participar amb un exèrcit. Frederic desitjava venjar-se dels ciutadans de Susa per l'actitud que havien tingut l'any 1168, i el 30 de setembre va capturar la ciutat i la va incendiar. El següent objectiu va ser la ciutat d'Asti, la qual va capturar després de set dies de setge. A l'octubre, Frederic va rebre per fi els reforços que li havien promès a Bohèmia. Donades les ràpides victòries inicials de Frederic, el marquès Guillem V de Montferrat i el comte de Biandrate van decidir abandonar la Lliga Llombarda.

### El setge d'Alessandria

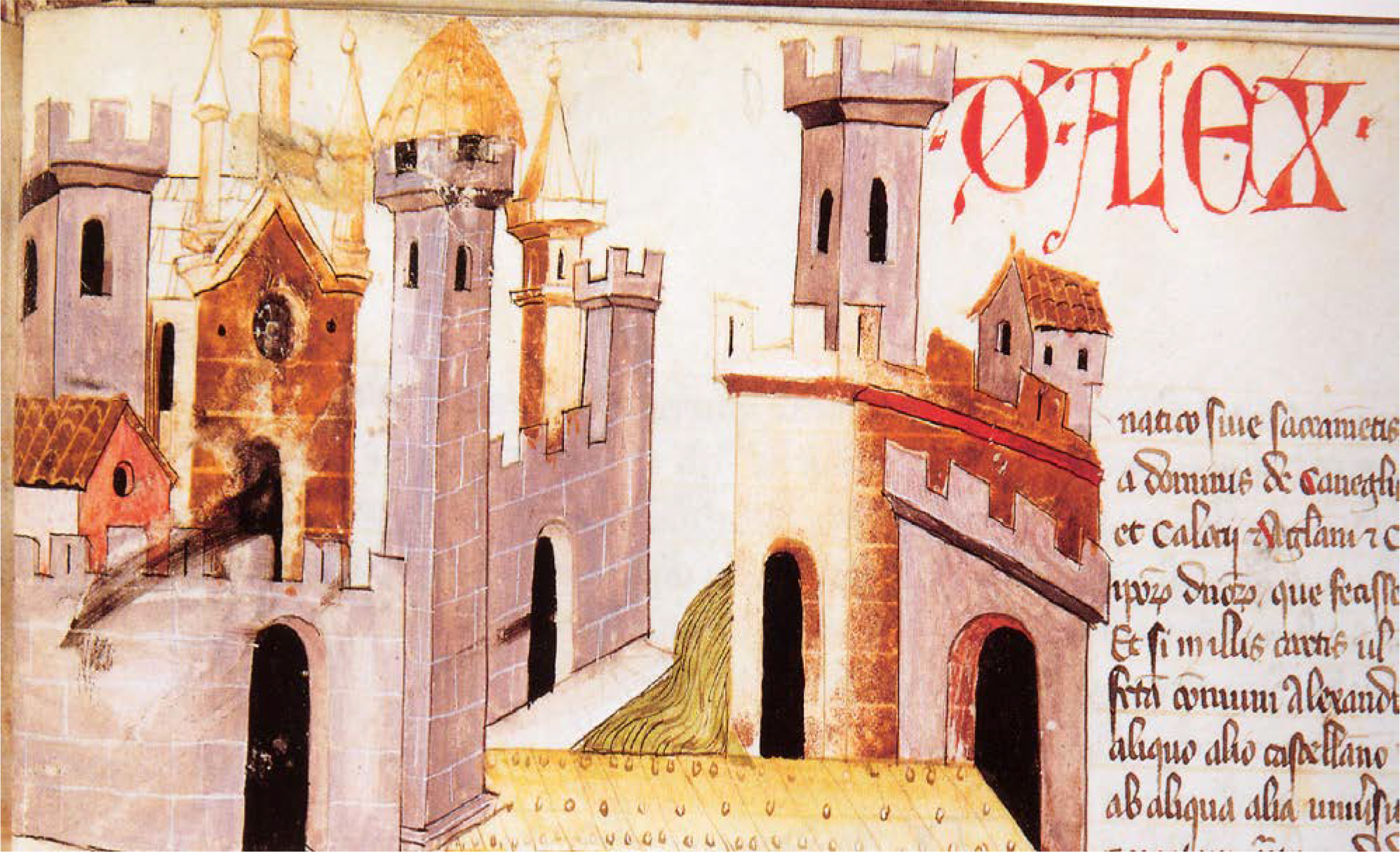
La ciutat fortificada d'Alessandria.

El setge d'Alessandria va ser un esdeveniment important de la cinquena campanya de Frederic. Alessandria era una ciutat que l'havien fundats refugiats milanesos, que s'havien salvat de l'atac de Frederic de l'any 1162 i li havien posat aquest nom en honor del papa Alexandre III. El setge va començar a finals d'octubre i, per a sorpresa de Frederic, les forces imperials no van poder prendre la ciutat i es va haver d'instal·lar a les portes per passar l'hivern. El dissabte sant, l'exèrcit de Frederic va aconseguir entrar excavant un túnel per sota de la muralla, però a l'altra banda els esperaven els ciutadans que després d'una forta lluita els van fer fora. Alessandria va ser la primera victòria de la Lliga Llombarda. Frederic es va retirar a Pavia.

### Tractat de Montebello
El 16 d'abril del 1175, l'emperador i els representants de la Lliga Llombarda van provar d'arribar a un acord de pau al castell de Montebello, però després de llargues discussions les negociacions es van trencar sense cap resultat. Frederic sabia que una batalla seria imminent i es va traslladar a Chiavenna per trobar-se amb Enric el Lleó. El seu cosí es va negar a donar-li suport, probablement perquè esperava que si Frederic era derrotat ell guanyaria més poder.

## Les etapes de la batalla

### Frederic a Cairate

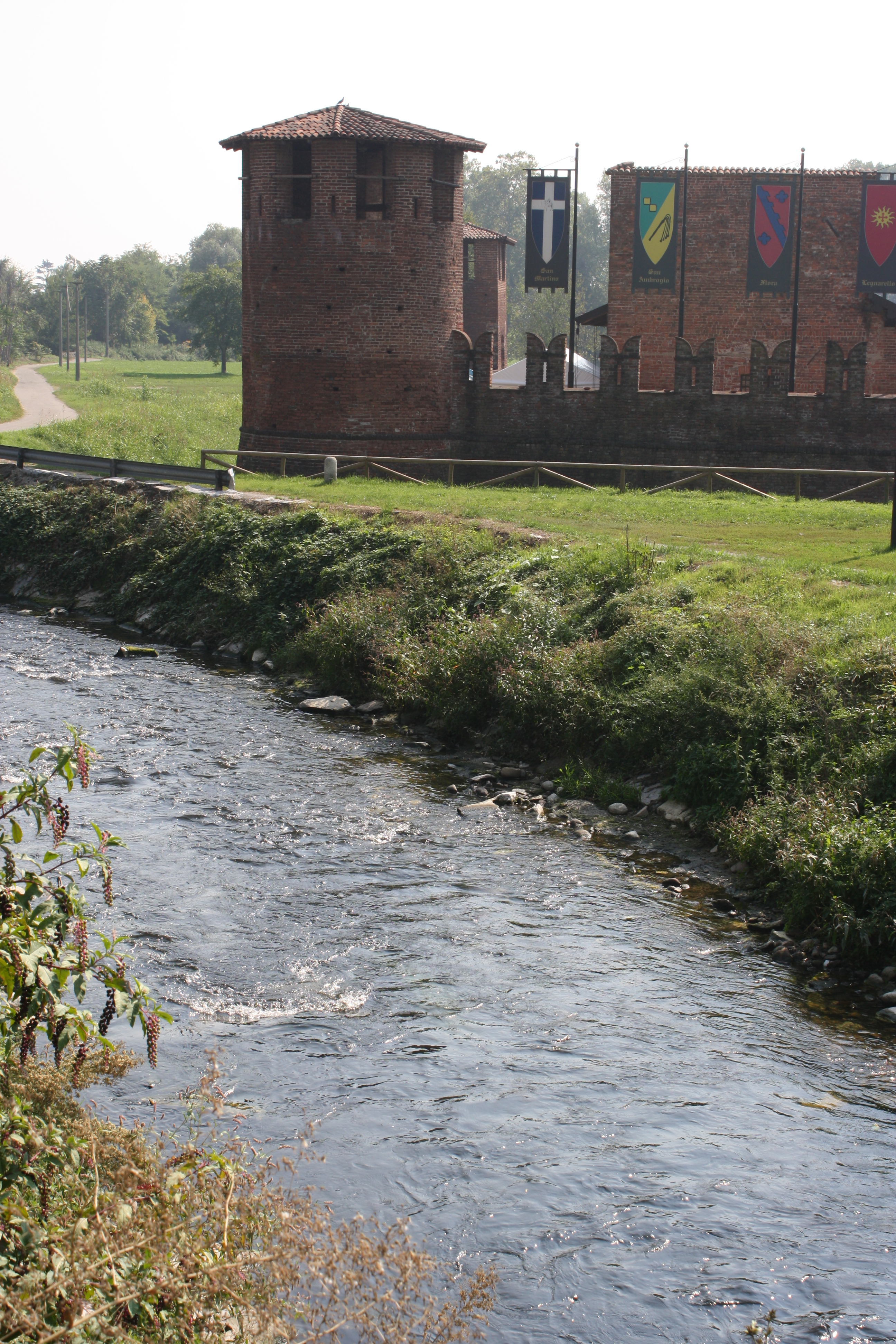
El riu Olona a prop de Legnano.

Frederic Barba-roja es va apropar a Cairate on volia travessar el riu Olona, l'única barrera natural que el separava de la ciutat aliada de l'emperador, Pavia, a només una jornada a cavall. La nit entre el 28 i el 29 de maig del 1176, durant el descens cap a Pavia, va fer estada amb les seves tropes al monestir de les monges benedictines de Cairate, una parada que resultaria fatal, ja que va provocar un retard respecte dels moviments de la Lliga Llombarda.
L'exèrcit imperial acampat a Cairate estava format per 3.000 soldats (2.000 dels quals eren reforços provinents d'Alemanya), la majoria anaven a cavall, però en cas de necessitat podien combatre a peu. Tot i la disparitat numèrica, l'exèrcit teutó era molt respectat, ja que estava compost per soldats professionals. L'exèrcit de la Lliga estava, en canvi, compost principalment per ciutadans reclutats per la necessitat del moment; els cavallers de la Lliga, donat l'alt cost del cavall i l'armadura, eren de classe social alta, mentre que els soldats eren majoritàriament camperols i ciutadans de les classes socials més baixes.

### El trasllat de les insígnies
Els de la Lliga pensaven que l'emperador era més lluny, encara a Bellizona esperant reforços. Per aquest motiu, van traslladar el carro (carroccio ) que portava les insígnies de la Lliga i la creu d'Aribert d'Intimiano, arquebisbe de Milà, des de Milà fins a Legnano, descansant a la vora de l'Olona en un lloc boscós per tenir-lo més amagat. D'aquesta manera si els trobava l'emperador els hauria d'atacar des d'una posició desavantatjosa havent de fer-ho des de la part baixa. Aquesta decisió es va veure més endavant que no va estar encertada. Barba-roja va arribar des de Bolzano, és a dir, des de la banda oposada, fet que va obligar les forces de la Lliga a combatre tancats entre el carro i el riu Olona.
Potser el veritable motiu dels de la Lliga per situar-se d'aquesta manera era que volien continuar camí fins a Seprio amb l'objectiu d'impedir una aliança entre l'emperador i els d'aquesta ciutat. També és possible que els de Legnano, que van ser víctimes de les devastacions de l'emperador efectuades uns anys abans, demanessin ajut a la Lliga.
Les tropes de la Lliga van prendre posició de la zona compresa entre Legnano, Busto Arsizio i Borsano. La part restant de l'exèrcit, que en total estava format per 15.000 soldats (3.000 dels quals eren cavallers i 12.000 eren infanteria), va seguir amb distància regular el camí entre la capital llombarda i Legnano. La decisió de portar el carro cap a Legnano era perquè, situada a la vall de l'Olona, era un punt de fàcil accés cap al comtat de Milà[106] i calia reforçar la vigilància.

En negre i groc les tropes de l'emperador i en verd les de la Lliga.

Per aquest motiu, des de l'època de les invasions dels magiars (s.X), a Legnano hi havia una fortificació defensiva, el castell dels Cotta, situat poc abans d'arribar a la ciutat i un altre al sud del riu, el castell dels Visconti. La ciutat estava emmurallada amb dues portes d'accés i envoltada d'un fossat per dificultar l'aproximació.

### Primer contacte a Busto Arsizio
Després de passar la nit a Cairate, Frederic va reprendre la marxa cap a Pavia, en direcció al riu Ticino. Mentrestant part de l'avantguarda de l'exèrcit de la Lliga Lombarda estacionats a Legnano, composta per 700 cavallers es va separar de l'exèrcit principal, i va recórrer la zona compresa entre Busto Arsizio i Borsano. Segons altres fonts, els cavallers van abastar més territori: els actuals Ponzella i Mazzafame.
A 3 milles (uns 4,5 km) de Legnano, els 700 cavallers de l'avantguarda, en sortir d'un bosc, es van topar amb 300 cavallers de l'exèrcit imperial patrullant també en avançada. En ser numèricament superiors, els cavallers de la Lliga van atacar amb bons resultats. De sobte, després del primer encontre, va aparèixer l'emperador amb el gruix de l'exèrcit i van descarregar un fort atac. Alguns cronistes de l'època diuen que el conseller de Frederic li va recomanar que guanyés temps mentre preparaven una estratègia, però el sobirà no va acceptar perquè volia aprofitar la superioritat numèrica, d'altra manera s'hauria vist obligar a refugiar-se en territori enemic. A més, una retirada hauria tacat el prestigi de l'emperador. Aquest primer enfrontament es va girar a favor de les tropes imperials, que van fer recular les primeres files dels contraris i els del darrere van fugir confusos. Al final tot aquest grup va fugir cap a Milà i van deixar abandonats els que s'estaven al costat del carro amb les insígnies. L'emperador va decidir atacar també aquest grup, ja que la majoria eren infanteria.

### Etapa final

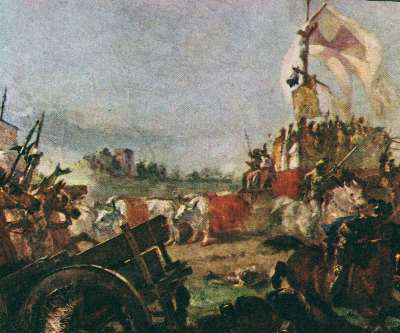
La lluita al voltant de les insígnies, representada en una pintura d'Amos Cassioli.

L'exèrcit de la Lliga es va situar en fileres formant un semicercle d'uns 3-7km al voltant del carro. Cada soldat d'aquestes fileres portava escut i tenien pocs homes muntats a cavall, la majoria era infanteria, un fet excepcional en les batalles medievals. Els de la primera filera es van agenollar per protegir amb els escuts la part baixa de la segona filera, els quals amb les llances cap enfora dificultaven l'apropament de l'enemic. Durant el combat, que va ocupar unes vuit o nou hores del matí fins a les tres de la tarda, i que es va caracteritzar per repetides càrregues amb llargues pauses intercalades per recuperar l'alè i reorganitzar els exèrcits, les dues primeres línies finalment van cedir, però la tercera va resistir el xoc. Segons altres fonts, es van rendir quatre fileres, mentre la cinquena, que era la darrera, va repel·lir els atacs.
Mentrestant, els que havien fugit cap a Milà es van trobar pel camí amb el gruix de l'exèrcit de la Lliga, que anava cap a Legnano i van decidir unir-se'n. Arribats a on estava el carro amb les insígnies, van atacar pels flancs a l'exèrcit imperial que ja estava esgotat després de tantes hores de lluita. Frederic Barba-roja es va ficar pel mig amb intenció d'encoratjar els seus homes però el van fer caure del cavall, va rebre una ferida mortal i va desaparèixer del camp. El portador de l'estendard dels imperials també va caure ferit per una llança. L'estratègia dels imperials de resistir fins al vespre per replegar-se després i continuar l'endemà, no va donar bon resultat. Atacats pels dos flancs, es va fer dur resistir i van provar de fugir cap al riu Ticino passant per Dairago i Turbigo, però van ser perseguits per les tropes de la Lliga Llombarda durant vuit milles.
La batalla va concloure amb la captura de molts soldats imperials quan travessaven el Ticino, el saqueig del campament. L'emperador, ferit, amb prou feines va poder arribar a Pavia per a curar-se.
Acabada la batalla els milanesos van escriure als bolonyesos dient que havien vençut i a més del botí, tenien molts presoners, entre els quals estaven el comte Bertold I de Caríntia, Felip d'Alsàcia i Gosví de Heisenberg, arquebisbe de Colònia.
No hi ha dades precises de les baixes a cada bàndol, però en general es creu que van ser més nombroses entre les tropes imperials que entre les dels de la Lliga. Basat en alguns estudis dirigits per Guido Sutermeister, part dels morts en la batalla de Legnano van ser enterrats al costat de l'església de San Giorgio, que actualment no existeix, i que estava dalt del turó de San Martino, en l'actual carrer dit via Dandolo.

## Conseqüències
Frederic va intentar la conciliació entre el Papa Alexandre III i l'antipapa Calixt III, recolzat per l'emperador. Així es va arribar a un acord preliminar, per arribar a una treva el juliol de 1177 a Venècia. Amb la treva de Venècia s'acordà que l'emperador Frederic I reconegués a Alexandre III com a papa legítim, tornant al Papat els territoris ocupats, reconeixent també els drets temporals del Papa sobre Roma. La treva s'acordà per a sis anys (1177-1183) amb les ciutats estat de la Lliga Llombarda, amb la que s'arribaria a la definitiva Pau de Constança el 1183. També es signà una treva de quinze anys entre Frederic I i Guillem II de Sicília.

## Anàlisi de la batalla
Des del punt de vista militar la batalla de Legnano va ser important per la quantitat de soldats que hi van participar. A nivell estratègic, va començar sent acuradament preparat per ambdues faccions. L'emperador va escollir el lloc per on havia de travessar els Alps, va decidir esperar reforços i després creuar aquestes muntanyes per un pas central en comptes de l'habitual Brennero, i aplegar tot l'exèrcit a Pavia. L'altra opció hauria implicat passar més temps en territori enemic. A més escurçant el viatge va causar efecte sorpresa en arribar a Alessandria. També els líders de la Lliga Llombarda van actuar amb previsió: es van desplaçar cap a Legnano per guanyar temps i tallar el pas a l'exèrcit imperial, cosa que els obligaria a lluitar en una zona coneguda per a ells i, per tant, favorable.
Un dels fators importants de la batalla va ser l'enèrgica resistència de la infanteria al voltant del carro portador de les insígnies, després del temporal replegament de la cavalleria, quan van resistir contra un exèrcit superior. El carro tenia també una funció tàctica, ja que situats al seu voltant, els soldats sabien que podien lluitar sense tenir cap enemic atacant per l'esquena. La posició de les llances a l'interior de la formació en semicercle va ser un altre motiu de la victoriosa resistència, perquè va suposar una baluard difícilment penetrable. A més els sodats de la Lliga lluitaven per una motivació que anava més enllà de la paga, defensaven els seus familiars, la llibertat de les seves ciutats i les seves possessions.
Aquesta batalla és un dels primers exemples en què la infanteria medieval va poder demostrar el seu potencial tàctic enfrontada a una cavalleria. El mèrit de la victòria cal repartir-lo també amb la cavalleria lleugera que va actuar tot seguit i que va efectuar la càrrega decisiva contra els imperials.